# Vette György
Vette György (Lengyelország, Graudenz, 1645. október 30. – Nagyszeben, 1704. június 11.) természettudós, botanikus, gyógyszerész.

## Életrajza
1645. október 30-án született a lengyelországi Graudenzben. Thornban tanult gyógyszerészetet, melyet aztán Fraustadtban és Danzigban, a királyi gyógyszertárban gyakorolt. Ezután 1672-től a nagyszebeni tanács meghívta és reá bízta a városi gyógyszertár vezetését. Itt is halt meg Nagyszebenben 59 évesen, 1704. június 11-én.

## Munkássága
Ismert természettudós, a császári akadémia tagja volt. Néhány cikke maradt fenn, többek között bizonyos növényi rendellenességekről.
Megfigyeléseit az Ephemerides Naturae Curiosorumban közölte, így Observationes: 170. De draconibus Transylvaniae, euroumque dentibus; 171. De aquis ardentibus Transylvaniae. (Decur. I. A., IV. és V.); 239. An VI. és VII. De Luxuriantibus quibusdam Transylvaniae plantis: Mastago puta fasciata; primula veris fasciata & Ranunculo fasciata.

## Főbb munkái
- Observationes de luxuriantibus quibusdam Transylvaniae plantis… (Ephemerides Naturae Curiosorum. Ann. VI – VII. Vindobonae)